# Fejérpataky Gáspár
Kelecsényi Fejérpataky Gáspár (Nagypalugya, 1794. január 1. – Liptószentmiklós, 1874. május 18.) törvényszéki ülnök, az első szlovák amatőr színház alapítója.

## Élete
1821-ben könyvkötéssel kezdte életpályáját. A szlovák kulturális élet lelkes támogatója volt, Liptószentmiklóson kölcsönkönyvtárt és szlovák műkedvelői színtársulatot alkotott; azonban kizárólagos szlovák iránya miatt tervei megbuktak; annál lelkesebben terjesztette a saját költségén kiadott szlovák könyveket. A szabadságharc alatt a császáriakkal tartott és annak végéig szolgabíró volt, azután törvényszéki ülnök lett. 1850-ben engedélyt nyert, hogy családi nevét Belopotoczkyra változtathassa.
A szlovák irodalomban mint kiadó tette nevét ismertté. Megalapította a Slovenský Pozornik (Szlovák Figyelő) és Kalendár vlastenecký (Wlastensky Kalendár; Hazafias naptár) c. naptárakat, melyeknek 1830-tól 1853-ig kiadója volt. 1848–1849-ben a Ľudovít Štúr szerkesztése alatt megjelent Národné Noviny (Nemzeti Hirlap) kauciójára 4000 forintot tett le.

## Emléke
- Liptószentmiklósi könyvtár a nevét viseli

## Művei
- Masopustni kratochvile slovanského lidu v. Uhřich (A magyarországi szláv nép farsangi mulatságai, a Rozličnosti Egyveleg c. cseh folyóiratban (1827)
- Národni obyčeje tatranszkych slovanův (A tatrai szlávok nemzeti szokásai a Česká Včelában 1831)
- Bájeslovné zvyky, svátky a pověry Slováků (A szlovákok hitrégészeti szokásai, ünnepei s babonái a Kvety-ben 1839–40)

Megírta önéletrajzát, mely kéziratban maradt.